# (620075) 2013 CD223
(620075) 2013 CD223 est un objet transneptunien du groupe des plutinos de plus de 300 km de diamètre qui pourrait être une planète naine potentielle.